# 1447
1447 (MCDXLVII) var ett normalår som började en söndag i den julianska kalendern.

## Händelser

### Mars
- 6 mars – Sedan Eugenius IV har avlidit den 23 februari väljs Tommaso Parentucelli till påve och tar namnet Nicolaus V.

### Juni
- Juni – Karl Knutsson (Bonde) besöker Reval och köper ett stort gods i Estland, vilket leder till en utdragen tvist med övriga intressenter.
- 25 juni – Kasimir IV blir kung av Polen.[1]

### Okänt datum
- Hans och Syuerd Freyse samt Hans Scryuer (alla i Erik av Pommerns tjänst) skriver en libell (liten bok), som är en smädesskrift mot Karl Knutsson.
- Påven Nicolaus V grundar Vatikanbiblioteket.

## Födda
- 5 april – Katarina av Genua, italiensk mystiker, helgon.

## Avlidna
- 23 februari – Eugenius IV, född Gabriele Condulmaro, påve sedan 1431.
- Costanza Varano – italiensk humanist, författare och brevskrivare.

### Fotnoter
1. ↑  World Statesmen (läst 7 april 2011)